# Bilhères
Bilhères é uma comuna francesa na região administrativa da Nova Aquitânia, no departamento dos Pirenéus Atlânticos. Estende-se por uma área de 17 km². Em 2010 a comuna tinha 165 habitantes (densidade: 9,7 hab./km²).